# Taitō
Taitō (台東区, Taitō-ku) és un dels 23 barris especials de Tòquio (特別区, Tokubetsu-ku) que conformen Tòquio, al Japó. El districte es va fundar el 15 de març de 1947. La població del districte era de 175.346 habitants per a una superfície de 10,08 km² l'any 2008.

## Història
Creat el 15 de març de 1947.
En el districte de Ueno va tenir lloc la batalla on les forces imperials van derrotar a l'últim suport del shogunat Tokugawa el 1868. El districte està dominat pel Parc Ueno, creat en el lloc de la batalla i convertit en parc públic el 1873. El parc alberga diversos museus, com el Museu Nacional de Tòquio, el Museu Nacional de les Ciències i el Museu Nacional d'Art Occidental. Al parc està la tomba Shogi Tai: dues làpides que recorden als samurais que van lluitar en la batalla de la Muntanya Ueno.

## Geografia

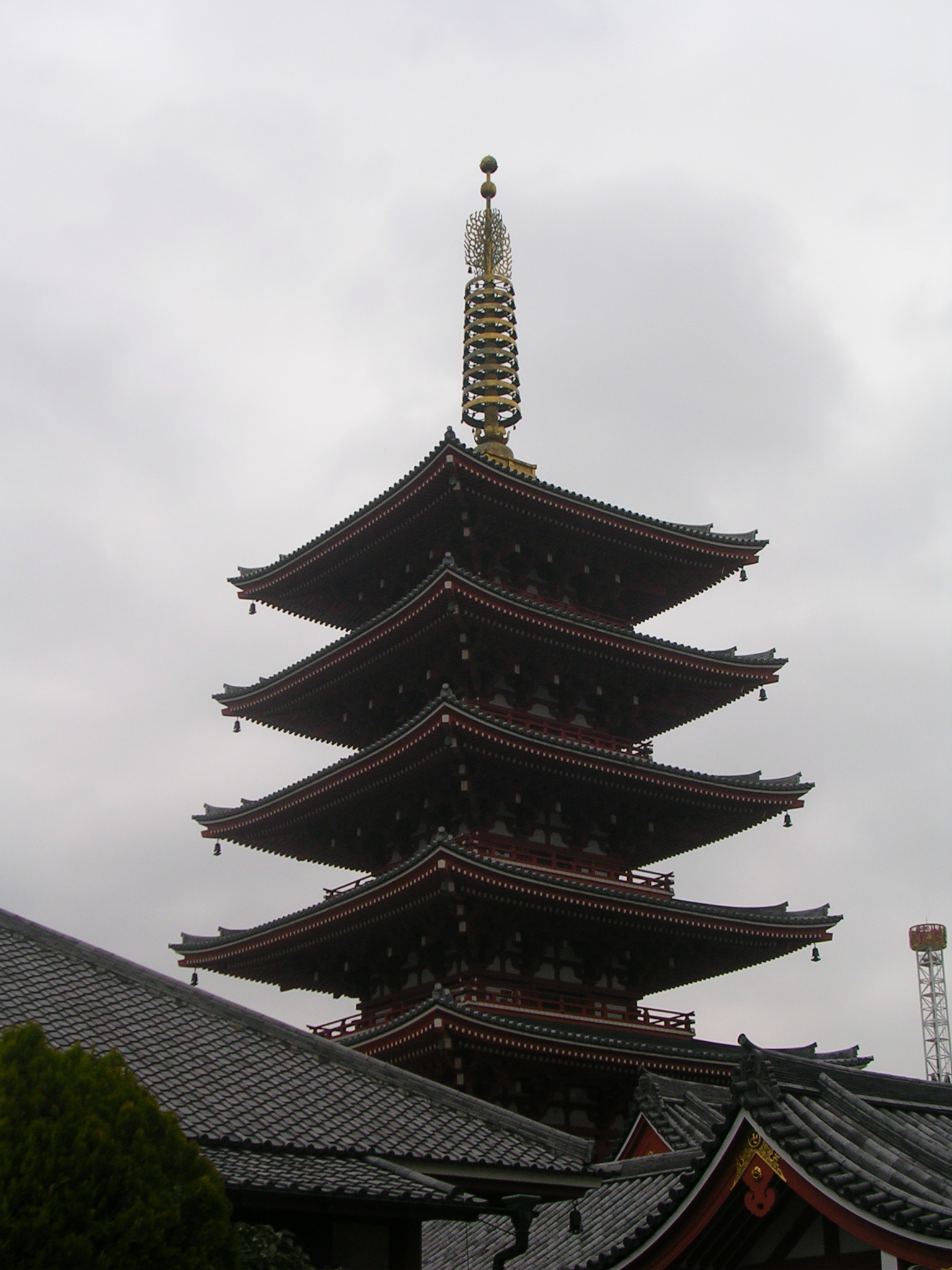
Temple Sentoō-ji a Asakusa

El barri està situat al nord-est dels 23 barris especials. Algunes fites urbanes són el Parc Ueno, el parc Sumida, i el temple Sensoji.

### Barris
| Nom             | Zona    | Habitants    |
| --------------- | ------- | ------------ |
| Taitō           | Shitaya | 8.337 hab.   |
| Yanagibashi     | Asakusa | 3.053 hab.   |
| Asakusabashi    | Asakusa | 7.366 hab.   |
| Torigoe         | Asakusa | 2.944 hab.   |
| Kuramae         | Asakusa | 6.123 hab.   |
| Kojima          | Asakusa | 3.487 hab.   |
| Misuji          | Asakusa | 4.258 hab.   |
| Akihabara       | Shitaya | 64 hab.      |
| Ueno            | Shitaya | 3.760 hab.   |
| Higashi-Ueno    | Shitaya | 8.678 hab.   |
| Motoasakusa     | Asakusa | 6.772 hab.   |
| Kotobuki        | Asakusa | 6.076 hab.   |
| Komagata        | Asakusa | 2.269 hab.   |
| Kita-Ueno       | Shitaya | 4.099 hab.   |
| Shitaya         | Shitaya | 7.312 hab.   |
| Negishi         | Shitaya | 13.307 hab.  |
| Iriya           | Shitaya | 6.134 hab.   |
| Ryūsen          | Shitaya | 8.462 hab.   |
| Matsugaya       | Asakusa | 8.308 hab.   |
| Nishi-Asakusa   | Asakusa | 7.964 hab.   |
| Kaminarimon     | Asakusa | 2.764 hab.   |
| Asakusa         | Asakusa | 17.588 hab.  |
| Hanakawado      | Asakusa | 2.331 hab.   |
| Senzoku         | Shitaya | 10.660 hab.  |
| Imado           | Asakusa | 4.374 hab.   |
| Higashi-Asakusa | Asakusa | 3.147 hab.   |
| Hashiba         | Asakusa | 5.768 hab.   |
| Kiyokawa        | Asakusa | 5.289 hab.   |
| Nihonzutsumi    | Asakusa | 5.967 hab.   |
| Minowa          | Shitaya | 3.047 hab.   |
| Ikenohata       | Shitaya | 5.360 hab.   |
| Ueno-Koen       | Shitaya | ??? hab.     |
| Ueno-Sakuragi   | Shitaya | 2.351 hab.   |
| Yanaka          | Shitaya | 8.414 hab.   |
| Total           |         | 207.838 hab. |

## Política

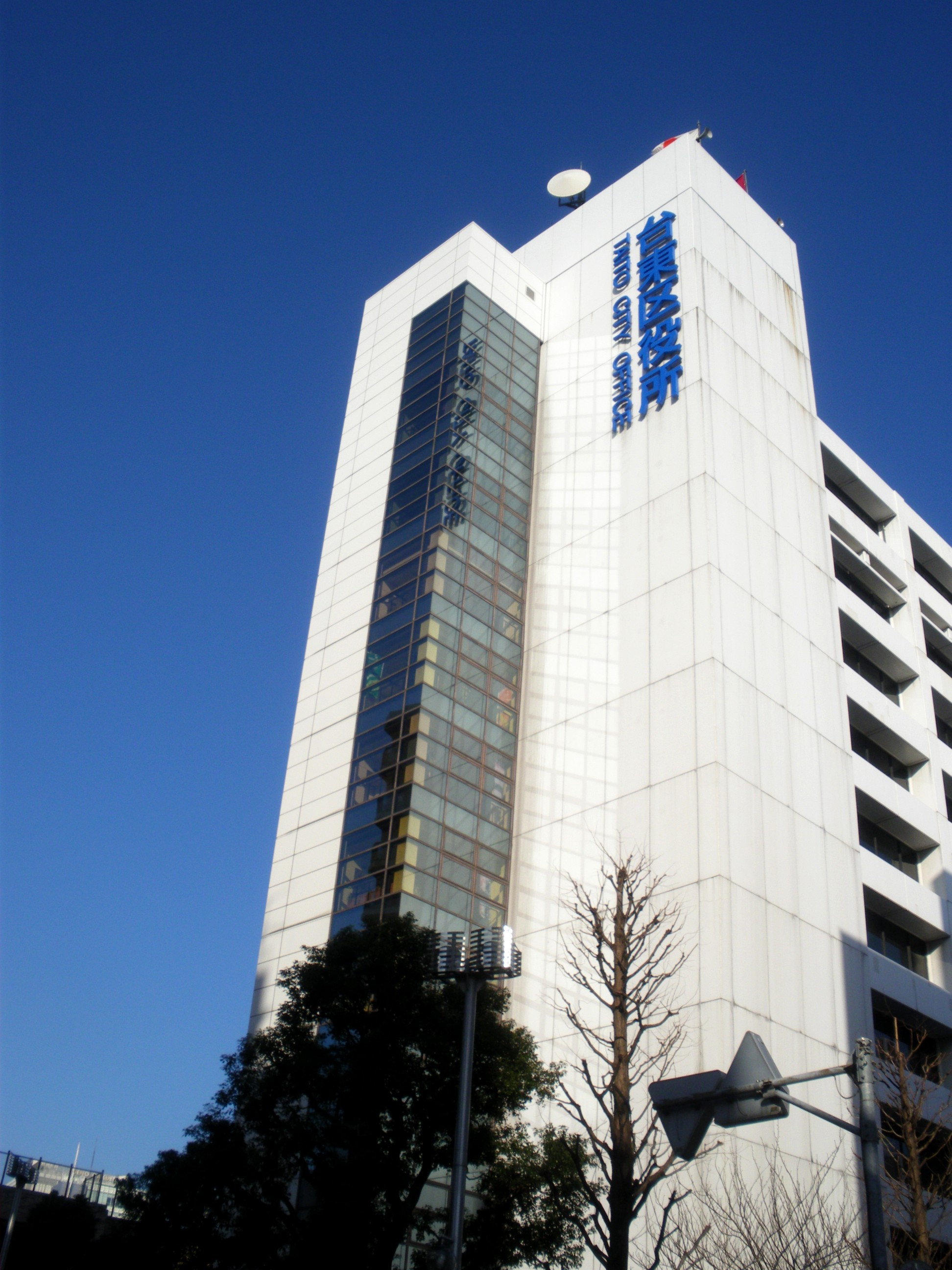
Edifici de l'ajuntament de Taitō

### Assemblea municipal
La composició actual de l'assemblea municipal és aquesta:
| Partit | Partit                       | Partit | Regidors |
| ------ | ---------------------------- | ------ | -------- |
|        | Partit Liberal Democràtic    | PLD    | 9 / 32   |
|        | Taitō Frontier               | TF     | 7 / 32   |
|        | Kōmeitō                      | KMT    | 5 / 32   |
|        | Tsunagu Project              | TP     | 4 / 32   |
|        | Partit Comunista del Japó    | PCJ    | 4 / 32   |
|        | Tomin First no Kai           | TFK    | 2 / 32   |
|        | Assemblea del Poble de Taitō | NHK    | 1 / 32   |
|        | Independents                 | Ind    | 0 / 32   |
|        | Escons vacants               |        | 0 / 32   |

## Transport
- JR East
  - Línies Shinkansen Tōhoku, Jōetsu, Akita, Yamagata: Estació de Ueno
  - Línies Utsunomiya i Takasaki: Estació de Ueno
  - Línia Jōban: Estacions de Ueno i de Nippori
  - Línies Yamanote i Keihin-Tōhoku: Estacions de Okachimachi, de Ueno, de Uguisudani i de Nippori
- Metro de Tòquio
  - Línia Ginza: Parades Ueno-Hirokoji, Inaricho, Tawaramachi i Asakusa
  - Línia Hibiya: Parades Okachimachi, Ueno, Iriya i Minowa
- Toei
  - Línia Asakusa: Parades Asakusa-bashi, Kuramae i Asakusa
  - Línia Ōedo: Parades Ueno-Okachimachi, Shin-Okachimachi i Kuramae
- Keisei :
  - Línia Keisei: Estació de Keisei Ueno
- Tōbeguda :
  - Línia Isesaki: Estació de Asakusa
- Tsukuba Express: Estacions de Shin-Okachimachi i de Asakusa

## Diversió

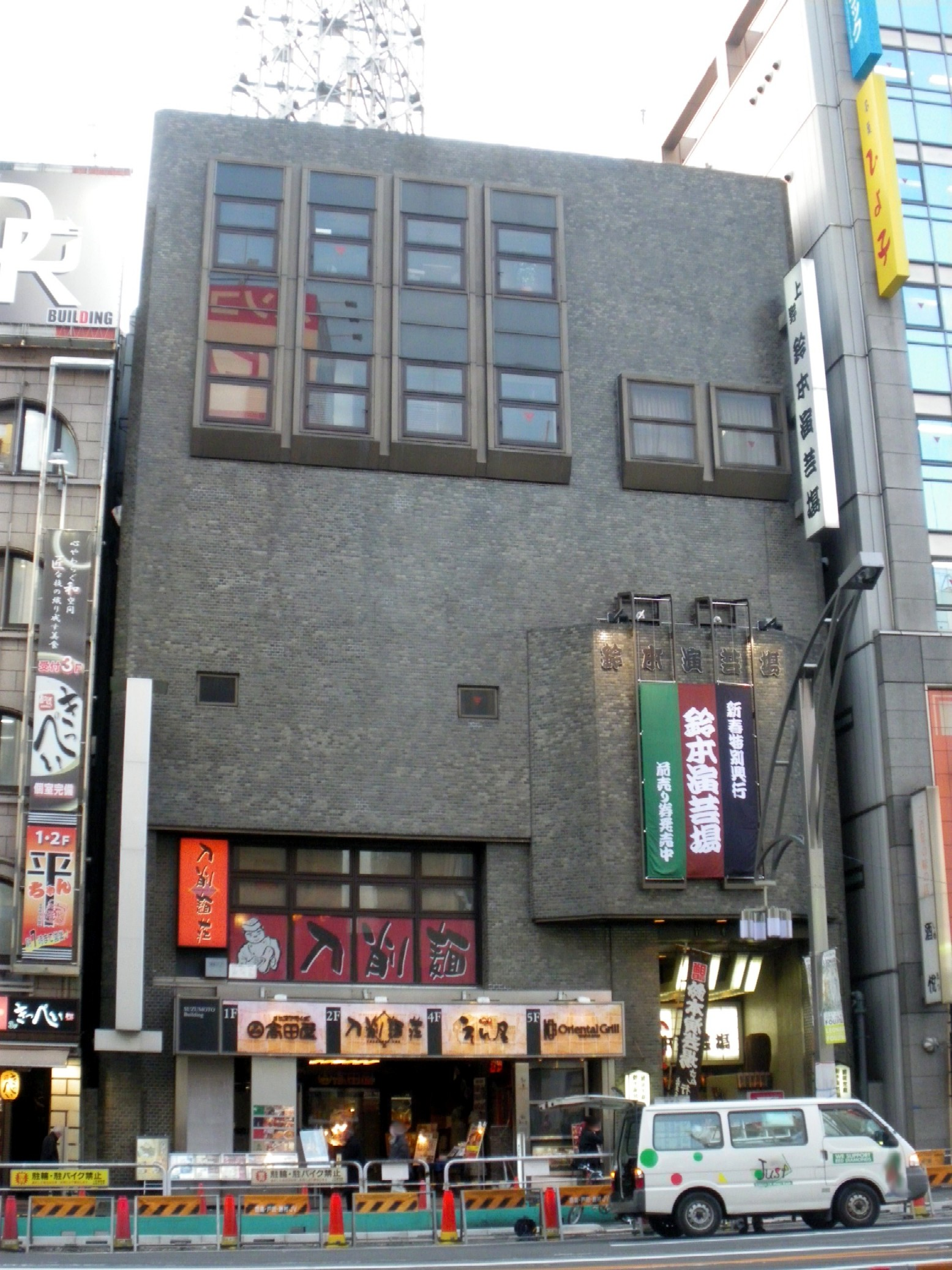
Sala Vaudeville del Suzumoto, una de les més celebres a Tòquio

- Sala Vaudeville Suzumoto i Ueno
- Sala Vaudeville Asakusa

## Personalitats
- Aeba Kōso
- Takeshi Kitano hi va començar la seva carrera de còmic (manzai).
- Toshiko Yuasa física nuclear, hi va néixer.

## Patrimoni
- El Temple zen Bairin-ji.